# Diocese de Baroda
A Diocese de Baroda (Latim:Dioecesis Barodensis) é uma diocese localizada no município de Vadodara, no estado de Guzerate, pertencente a Arquidiocese de Gandinagar na Índia. Foi fundada em 29 de julho de 1966 pelo Papa Paulo VI. Com uma população católica de 99.365 habitantes, sendo 0,4% da população total, possui 49 paróquias com dados de 2020.

## História
Em 29 de julho de 1966 o Papa Paulo VI cria a Diocese de Baroda através do território da Arquidiocese de Bombaim. Em 2002 tem sua província eclesiástica alterada, passando de Bombaim para Gandinagar.

## Lista de bispos
A seguir uma lista de bispos desde a criação da diocese em 1966.
|                  | Nome                          | Período          | Notas            |
| Bispos de Baroda | Bispos de Baroda              | Bispos de Baroda | Bispos de Baroda |
| ---------------- | ----------------------------- | ---------------- | ---------------- |
| 4º               | Sebastião Mascarenhas, S.F.X. | 2022 -           |                  |
| 3º               | Godfrey de Rozario, S.J.      | 1997 - 2021      |                  |
| 2º               | Francis Leo Braganza, S.J.    | 1987 - 1997      |                  |
| 1º               | Inácio Salvador D'Souza       | 1966 - 1986      |                  |